# Bergerweid
Bergerwaid ist ein Ortsteil des niederbayerischen Marktes Ruhmannsfelden im Landkreis Regen.

## Geographie
Die Einöde liegt etwa einen Kilometer westlich des Hauptortes. Von der Kreisstraße REG 16 biegt eine Stichstraße nach Bergerweid ab.